# When the Children Are Asleep…
When the Children Are Asleep… är ett musikalbum från 1958 med Alice Babs och Ulrik Neumann.

## Inspelning
Merparten av albumet spelades in i Bryssel den 4-7 mars. Titelmelodin spelades in i Sandrews i Stockholm, den 13 juni 1958. Vid detta senare tillfälle spelades också melodin Little Man, You've Had a Busy Day in; denna inspelning blev dock publicerad först i och med dubbel-LP:n Alice Babs - Den Mångsidiga 1973.

## Utgåvor
Originalutgåvan på LP, Dot DLP-3128, gavs först ut i USA, och följdes sedan året efter i Sverige, av en utgåva på LP med annat bildomslag på Decca/London International LK 4000..
Den 23 februari 2005 gavs When the Children Are Asleep… ut på CD, endast i Japan. Den 5 februari 2021 gjordes albumet tillgängligt av skivbolaget Vax Records för strömning och nedladdning.

## Låtlista

### Sida A
1. When the Children Are Asleep (Richard Rodgers / Oscar Hammerstein II) – 2'51
2. When Lights Are Low (Benny Carter / Spencer Williams) - 4'05
3. So Many People (Constant Brenders / Bobby Worth) - 3'01
4. The Way You Look Tonight (Jerome Kern / Dorothy Fields) - 2'16
5. The Old Scat Skiffle (Ulrik Neumann) - 1'48
6. Home with You (Willy Albimoor / Benny Clay) - 3'19

### Sida B
1. It’s Been a Long, Long Time (Jule Styne / Sammy Cahn) - 2'13
2. I May Be Wrong, But I Think You’re Wonderful (Henry Sullivan / Harry Ruskin) - 2'17
3. I’m the Words, You’re the Music (Johannes Steggerda / Albert Gamse) - 2'26
4. I’m for You (You’re for Me) (Henry Wyn / Freddi Johnson) - 2'01
5. Two Sleepy People (Hoagy Carmichael / Frank Loesser) - 2'34
6. Let’s Put Out the Lights (Herman Hupfeld) - 3'07

## Singlar från albumet
Danmark: When Lights Are Low (1960, EP)
1. When Lights Are Low
2. The Old Scat Skiffle
3. I’m for You (You’re for Me)
4. Two Sleepy People

Belgien: split-singel (samma låt på båda sidor, fast i olika inspelningar, på olika språk)
1. Lily Vincent: Oui ou non ?
2. Alice Babs: I’m For You (You’re For Me)

## Medverkande
- Alice Babs – sång
- Ulrik Neumann – sång, gitarr, vissling
- Okänd - violin (spår B1)
- Okänd - vibrafon
- Okänd - bas
- Okänd - trummor

## Marknadsföring
Alice Babs och Ulrik Neumann framför tillsammans sången I’m the Words, You’re the Music i filmen Det svänger på slottet från 1959. Redan året innan förekom The Old Scat Skiffle i filmen Musik ombord.

## Recensioner
Alice Babs' eget omdöme är att detta är "en underbar, rofull LP ... som fortfarande fyller mig med harmoni och goda minnen. Jag tycker att den i hög grad handlar om mitt eget liv som gift, med man och barn att ömma för." I tidskriften Billboard missuppfattades albumets omslagsbild och -text som så att Alice Babs och Ulrik Neumann var gifta med varandra, vilket inte var fallet.
Signaturen Tomasino jämför Alice Babs och Ulrik Neumann i denna inspelning med duettparen Les Paul och Mary Ford samt Caterina Valente och Silvio Francesco, och utbrister: "Wow! Brilliant, gorgeous music making."

### Fotnoter
1. ↑  Hedman, Frank: "Alice Babs", Rabén & Sjögren, 1975, s. 81.
2. ↑  Hedman, Frank: "Alice Babs", Rabén & Sjögren, 1975, s. 80.
3. ↑  Zackrisson, Lasse: "A complete discography of all Alice Babs recordings 1939-2002" (CD-ROM), Vax Records, Vaxholm, 2010.
4. ↑  ”www.discogs.com”. http://www.discogs.com/Alice-Babs-Ulrik-Neumann-When-The-Children-Are-Asleep/release/3284100. Läst 30 maj 2013.
5. ↑  Hedman, Frank: "Alice Babs", Rabén & Sjögren, 1975, s. 85.
6. ↑  ”Svensk mediedatabas”. http://smdb.kb.se/catalog/id/001449360. Läst 30 maj 2013.
7. ↑  ”www.billboard-japan.com”. http://www.billboard-japan.com/goods/detail/217719. Läst 30 maj 2013.
8. ↑  ”music.apple.com”. https://music.apple.com/album/when-the-children-are-asleep-remastered/1548791039. Läst 6 februari 2021.
9. ↑  ”www.youtube.com”. http://www.youtube.com/watch?v=3In7hIF7e00. Läst 30 maj 2013.
10. ↑  ”Svensk Filmdatabas”. http://www.sfi.se/sv/svensk-filmdatabas/Item/?itemid=4588&type=MOVIE&iv=Basic. Läst 30 maj 2013.
11. ↑  ”Svensk Filmdatabas”. http://www.sfi.se/sv/svensk-filmdatabas/Item/?itemid=4573&type=MOVIE&iv=Basic. Läst 30 maj 2013.
12. ↑  Sjöblom, Alice Babs: "Född till musik: memoarer", Norstedts, Stockholm, 1989, s. 313.
13. ↑  Billboard, 20 oktober 1958, Nielsen Business Media, Inc., s. 21, ISSN 0006-2510.
14. ↑  ”www.amazon.com”. http://www.amazon.com/Children-Asleep-Alice-Ulrik-Neumann/dp/B000793AWY. Läst 30 maj 2013.